# Apistidae
Los apístidos (Apistidae) son una familia de peces marinos, dentro del orden Scorpaeniformes, distribuidos por el océano Índico y costa oeste del océano Pacífico. Su nombre procede del griego apistos, que significa desconfiado, receloso.

## Morfología
Tienen como característica la presencia de uno o tres radios pectorales inferiores libres, así como el poseer una vejiga natatoria bilobulada.

## Hábitat
Son peces bentónicos, de comportamiento demersal.

## Géneros y especies
Existen solo tres especies reconocidas, todas ellas de género monotípico:
- Género Apistops Ogilby, 1911, especie Apistops caloundra (De Vis, 1886)
- Género Apistus Cuvier, 1829, especie Apistus carinatus (Bloch & Schneider, 1801)
- Género Cheroscorpaena Mees, 1964, especie Cheroscorpaena tridactyla Mees, 1964